# Katrina Kaif
Katrina Kaif (  [kəˈʈriːnaː ˈkɛːf] (?·pàg.) en hindi: कैटरीना कैफ़कैटरीना कैफ़, Katrina Turquotte Hong Kong, 16 de juliol de 1983) és una actriu i model Índia que ha guanyat notorietat pel seu treball en diverses pel·lícules de Bollywood, i ha participat també en pel·lícules parlades telugu i malayalam.
Al començament del 2014 Katrina havia participat en un total de 31 pel·lícules i era una de les actrius millor cotitzades de Bollywood.
Kaif va néixer a Hong Kong, i juntament amb la seva família va viure en diversos països abans d'establir-se en l'Índia. Sent adolescent va començar la seva carrera com a model publicitària i posteriorment va treballar com a model de moda. El cineasta Kaizad Agradeu la va descobrir en un festival cinematogràfic a Londres i la va contractar per actuar en la pel·lícula Boom (2003). Mentre filmava en l'Índia, Kaif va realitzar nombrosos treballs com a model. No obstant això, els productors cinematogràfics dubtaven a contractar-la a causa del seu poc domini de l'hindi. Després de participar en la reeixida pel·lícula en telugu Malliswari (2004), Kaif va aconseguir èxit comercial en Bollywood amb les comèdies romàntiques Maine Pyaar Kyun Kiya? (2005) i Namastey London (2007).
El treball de Kaif en la pel·lícula sobre terrorisme New York (2009) va tenir millor acollida, valent-li una nominació al Premi com a millor actriu per part de Filmfare. Després de les seves participacions en Ajab Prem Ki Ghazab Kahani (2009), Raajneeti (2010) i Zindagi Na Milegi Dobara (2011), va ser nominada per segona vegada per Filmfare per la seva actuació en Mere Brother Ki Dulhan (2011). Va participar en les pel·lícules de suspès Ek Tha Tiger (2012) i Dhoom 3 (2013), que són de les pel·lícules més taquilleres en la història de Bollywood. A pesar que va recollir opinions diverses de la crítica per la seva actuació, va aconseguir ser una actriu comercialment reeixida al cinema hindi.